# Programma spaziale delle Filippine

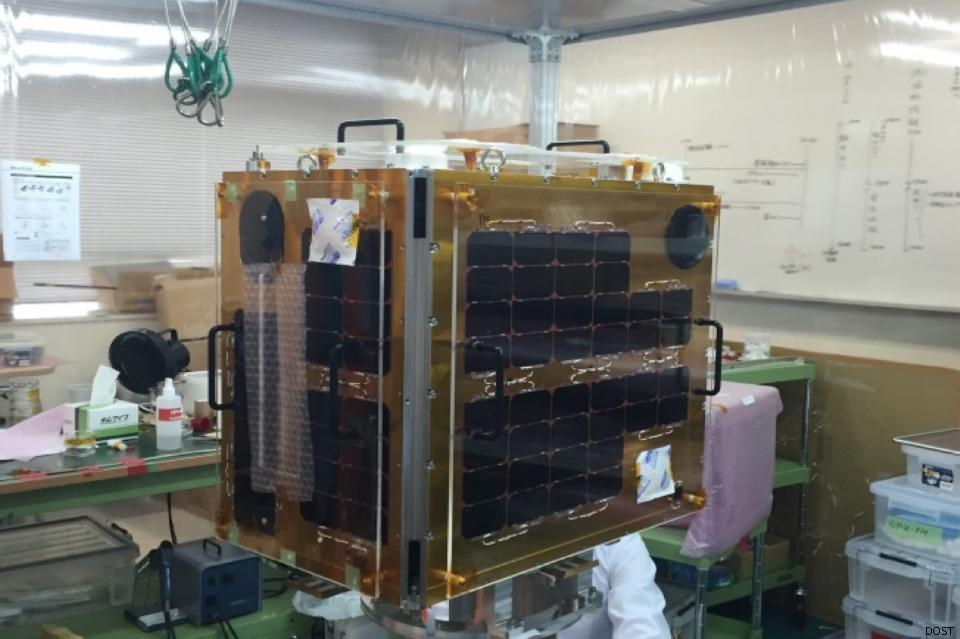
Il satellite Diwata-1

Il programma spaziale delle Filippine è decentralizzato ed è gestito da varie agenzie del Dipartimento di Scienza e Tecnologia (DOST) . Non esiste un'agenzia spaziale dedicata a sovrintendere il programma spaziale del paese, che è finanziato attraverso il Programma di sviluppo spaziale nazionale (SPACE) da parte del Dipartimento di Scienza e Tecnologia. Le prime iniziative filippine nella tecnologia spaziale sono state condotte da ditte private, sebbene negli ultimi anni il governo abbia svolto un ruolo più attivo. 
Le Filippine sono state coinvolte nella tecnologia spaziale sin dagli anni '60, quando il governo dell'allora presidente Ferdinand Marcos costruì una stazione di ricezione satellitare terrestre. Durante l'ultima parte degli anni '60, una società privata filippina acquisì il primo satellite del paese, Agila-1, che fu lanciato come satellite indonesiano. Negli anni '90, Mabuhay lanciò il satellite Agila-2 da una base cinese. 
Negli anni 2010, il governo filippino collaborò con le università di Tohoku e Hokkaido in Giappone per lanciare Diwata-1, il primo microsatellite progettato dai filippini. Il governo sviluppò e inviò altri due satelliti di piccole dimensioni, Diwata-2 e Maya-1. Il governo propose inoltre di istituire un'agenzia spaziale centralizzata, al fine di affrontare i problemi di finanziamento e gestione affrontati dal programma spaziale del paese. 

## Organizzazione

Le agenzie gestiscono il programma spaziale del paese sotto il controllo del Dipartimento di Scienza e Tecnologia.

Il programma spaziale delle Filippine ha due sfide principali: la carenza di finanziamenti e la mancanza di un'agenzia centralizzata che gestisca il programma spaziale.
Nell'assenza formale di un'agenzia spaziale, il Dipartimento di Scienza e Tecnologia (DOST) finanzia un Programma di sviluppo spaziale nazionale per creare le basi di una futura agenzia spaziale. Sotto la supervisione del DOST, il programma spaziale del Paese è mantenuto da diverse agenzie governative: l'Amministrazione dei Servizi Atmosferici, Geofisici e Astronomici (PAGASA), l'Autorità nazionale di mappatura e di risorse informative (NAMRIA) e il Consiglio nazionale per la riduzione e il controllo dei disastri (NDRRMC) Nel 2012, il DOST e l'Osservatorio di Manila hanno elaborato un masterplan di 10 anni per rendere le Filippine un Paese autonomo dal punto di vista aerospaziale entro il 2022.
Gli scienziati consegnarono ai mass media una copia di una bozza di legge, redatta da Deocaris, che fu presentata dal rappresentante della  lista di partito dell'AGHAM, Angelo Palmones, nel corso del 15 ° Congresso (26 luglio 2010 - 6 giugno 2013), affinché fosse emanata la "Legge Spaziale delle Filippine per il 2012".